# Caitlin Whoriskey
Caitlin Whoriskey (* 19. Februar 1988 in Boston, Massachusetts) ist eine US-amerikanische Tennisspielerin.

## Karriere
Caitlin Whoriskey, die mit sechs Jahren mit dem Tennisspielen begann, bevorzugt für ihr Spiel den Hartplatz. Sie hat auf Turnieren des ITF Women’s Circuit bislang zwei Einzel- und 18 Doppeltitel gewonnen.
Ihr bislang letztes internationale Turnier spielte Whoriskey im November 2020. Sie wird daher nicht mehr in der Weltrangliste geführt.

## Turniersiege

### Einzel
| Nr. | Datum          | Turnier            | Kategorie   | Belag     | Finalgegnerin | Ergebnis  |
| --- | -------------- | ------------------ | ----------- | --------- | ------------- | --------- |
| 1.  | 1. Juni 2014   | Hilton Head Island | ITF $10.000 | Hartplatz | Elise Mertens | 6:3, 7:65 |
| 2.  | 7. August 2016 | Fort Worth         | ITF $25.000 | Hartplatz | Tara Moore    | 6:0, 6:4  |

### Doppel
| Nr. | Datum              | Turnier            | Kategorie    | Belag             | Partnerin         | Finalgegnerinnen                         | Ergebnis          |
| --- | ------------------ | ------------------ | ------------ | ----------------- | ----------------- | ---------------------------------------- | ----------------- |
| 1.  | 20. Juni 2010      | Mount Pleasant     | ITF $10.000  | Sand              | Kaitlyn Christian | Petra Rampre Shelby Rogers               | 6:4, 6:2          |
| 2.  | 27. Juni 2010      | Cleveland          | ITF $10.000  | Sand              | Sanaz Marand      | Emily Harman Eleanor Peters              | 6:4, 6:0          |
| 3.  | 6. November 2011   | Sunderland         | ITF $10.000  | Hartplatz (Halle) | Eva Wacanno       | Martina Borecká Petra Krejsová           | 6:2, 4:6, [10:8]  |
| 4.  | 6. Mai 2012        | Wiesbaden          | ITF $10.000  | Sand              | Laura Siegemund   | Alexandra Romanowa Sylwia Zagórska       | 6:0, 6:0          |
| 5.  | 2. Juni 2012       | Warschau           | ITF $10.000  | Sand              | Elyne Boeykens    | Kosińska Aleksandra Rosolska             | 6:2, 6:2          |
| 6.  | 24. Juni 2012      | Alkmaar            | ITF $10.000  | Sand              | Elyne Boeykens    | Carolin Daniels Swjatlana Piraschenka    | 6:2, 6:4          |
| 7.  | 31. Mai 2014       | Hilton Head Island | ITF $10.000  | Hartplatz         | Sonja Molnar      | Lauren Albanese Macall Harkins           | 6:3, 6:4          |
| 8.  | 11. April 2015     | Jackson            | ITF $25.000  | Sand              | Alexa Guarachi    | Kateřina Kramperová Jessica Moore        | 6:74, 6:3, [11:9] |
| 9.  | 26. Juli 2015      | Sacramento         | ITF $50.000  | Hartplatz         | Ashley Weinhold   | Nao Hibino Rosie Johanson                | 6:4, 3:6, [14:12] |
| 10. | 19. September 2015 | Redding            | ITF $25.000  | Hartplatz         | Ashley Weinhold   | Michelle Sammons Varatchaya Wongteanchai | 6:2, 7:5          |
| 11. | 18. Juni 2016      | Sumter             | ITF $25.000  | Hartplatz         | Ashley Weinhold   | Jamie Loeb Carol Zhao                    | 7:65, 6:1         |
| 12. | 2. Juli 2016       | El Paso            | ITF $25.000  | Hartplatz         | Ashley Weinhold   | Sanaz Marand Carol Zhao                  | 6:4, 7:63         |
| 13. | 24. Juli 2016      | Sacramento         | ITF $50.000  | Hartplatz         | Ashley Weinhold   | Jamie Loeb Chanel Simmonds               | 6:4, 6:4          |
| 14. | 5. Februar 2017    | Midland            | ITF $100.000 | Hartplatz (Halle) | Ashley Weinhold   | Kayla Day Caroline Dolehide              | 7:61, 6:3         |
| 15. | 30. September 2017 | Stillwater         | ITF $25.000  | Hartplatz         | Jovana Jakšić     | Harriet Dart An-Sophie Mestach           | 4:6, 6:4, [10:3]  |
| 16. | 15. Juni 2019      | Sumter             | ITF W25      | Hartplatz         | Brynn Boren       | Vladica Babić Hayley Carter              | 6:4, 6:4          |
| 17. | 27. Juli 2019      | Ashland            | ITF W60      | Hartplatz         | Sanaz Marand      | Vladica Babić Julia Rosenqvist           | 7:64, 6:4         |
| 18. | 28. September 2019 | Templeton          | ITF W60      | Hartplatz         | Vladica Babić     | Gabriela Talabă Marcela Zacarías         | 6:4, 6:2          |